# Јуниверсити ет Бафало
Јуниверсити ет Бафало (енгл. University at Buffalo) насељено је место без административног статуса у америчкој савезној држави Њујорк.

## Демографија
По попису из 2010. године број становника је 6.066.
| Група             | 2000.    | 2010.         |
| Белци             | 0 (0,0%) | 3.761 (62,0%) |
| Афроамериканци    | 0 (0,0%) | 524 (8,6%)    |
| Азијати           | 0 (0,0%) | 1.355 (22,3%) |
| Хиспаноамериканци | 0 (0,0%) | 306 (5,0%)    |
| Укупно            | 0        | 6.066         |